# Szergej Danyilovics Szkazkin
Szergej Danyilovics Szkazkin (Серге́й Дани́лович Ска́зкин, 1890. október 19. Novocserkasszk – 1973. április 14. Moszkva) szovjet történész. A Szovjet Tudományos Akadémia tagja 1958-tól.
1915-ben a Moszkvai Egyetemen diplomázott, majd itt kezdett történelmet tanítani 1920-ban. 1942-ben Sztálin-díjat kapott, és 1949-ben az egyetem középkori történelem tanszékének vezetője lett. 1962-től a Szovjet Tudományos Akadémia Történettudományi Intézetében a középkori történelem részleg vezetője, majd 1968-tól annak utódja, a Tudományos Akadémia Világtörténeti Intézetének középkortörténeti osztályvezetője.
Szkazkin vezetése alatt az osztály elsősorban a középkori történelem gazdasági folyamataival foglalkozott, beleértve a mezőgazdasági kapcsolatrendszereket, azok jogi vonzatait. Érdeklődési területe a parasztsággal kapcsolatos kérdések kutatása a nyugat-európai feudalizmusban és a kora újkori, 16–18. századi Franciaországban, az eretnekmozgalmak, az abszolutizmus és a reneszánsz. Ő szerkesztette a felsőoktatási intézmények középkori történelem tankönyveit és bizonyos fejezeteket saját maga írt, hasonlóan az Akadémia 10 kötetes nagy Világtörténetéhez.

## Főbb munkái
- A diplomácia története (I. 1941; II. 1959)
- Világtörténet (III. köt. 1957; IV. köt. 1958)
- Franciaország története (I. köt. 1972)
- A parasztság a középkori Nyugat-Európában (tanulmánygyűjtemény)

## Magyarul
- A parasztság a középkori Nyugat-Európában; ford. Gődény Endre; Gondolat, Bp., 1980 (Társadalomtudományi könyvtár)